# Stegopoma plumicolum
Stegopoma plumicolum är en nässeldjursart som beskrevs av Nutting 1905. Stegopoma plumicolum ingår i släktet Stegopoma och familjen Tiarannidae. Inga underarter finns listade i Catalogue of Life.